# Takashi Yokoyama
Takashi Yokoyama (japonès: 横山隆志)  (Kōchi, 24 de desembre de 1913 - Kōchi, 1945) va ser un nedador japonès que va competir durant la dècada de 1930.
El 1932 va prendre part en els Jocs Olímpics de Los Angeles, on va disputar dues proves del programa de natació. Guanyà la medalla d'or en els 4×200 metres lliures, formant equip amb Masanori Yusa, Yasuji Miyazaki i Hisakichi Toyoda, mentre en els 400 metres lliures fou quart.